# Kalendarium powstania warszawskiego – 17 września

## 17 września, niedziela
Walki na Czerniakowie, które trwały od 13 września, stały się coraz bardziej zacięte. Jak zameldował tego dnia Tadeusz Bór-Komorowski, Czerniaków podobny jest już do Starówki.
W nocy z Saskiej Kępy na lewy brzeg Wisły przeprawiło się ok. 1200 żołnierzy. W okolicach ul. Czerniakowskiej, 8 uderzeń niemieckich wspieranych czołgami, załamało się pod oporem powstańców. Ewakuacja rannych ze szpitala znajdującego się przy ul. Zagórnej 9 i przetransportowanie niektórych z nich łodziami na Saską Kępę.
Żoliborz i Mokotów przez cały dzień znajdowały się pod ogniem artyleryjskim.
Desant 78 żołnierzy 6 Pułku Piechoty LWP. Brak łączności z dowódcami wojsk radzieckich.
Tego dnia poległ dowódca batalionu „Kiliński” Stanisław Silkiewicz. Przy ul. Kruczej 3 poległy siostry bliźniaczki Halina i Irena Grotowskie. Przy ulicy Okrąg 2 na Czerniakowie zginął kapral Henryk Poznański.